# Clotilde Brière-Misme
Clotilde Brière-Misme, née le 6 avril 1889 à Lyon et morte le 11 février 1970 à Neuilly-sur-Seine, est une bibliothécaire française, critique et historienne de l'art et spécialiste de la peinture hollandaise du 17e siècle.

## Biographie
Clotilde Brière-Misme est la fille de Louis Misme, architecte lyonnais, et de Jeanne Maurice, dite Jane Misme, journaliste et militante féministe. 
Formée à l'École du Louvre par André Michel, Salomon Reinach et Gaston Brière (1911-1913), elle devient bibliothécaire à la Bibliothèque d'art et d'archéologie, fondation Jacques Doucet, à partir de 1918. Elle y est chargée de la collection d'estampes et de photographies à partir de 1928. Elle est également correspondante d'Helen Frick pour la Frick Art Library de New York à partir de 1920. 
Clotidle Misme commence à écrire des articles de critique d'art dès 1910 dans le journal La Française, fondé par sa mère, et deux ans plus tard dans la Gazette des Beaux-Arts, où elle est ensuite chargée de la chronique des arts (1917-1920). La Société des gens de lettres lui décerne le prix de la critique d'art indépendante en 1917. Elle est chargée de la critique des publications françaises sur l'art flamand et hollandais dans la revue Oud-Holland, à partir de 1926. Elle collabore également à la collection "L'Art des origines à nos jours" de l'éditeur Larousse, à partir de 1932. Spécialisée dans la peinture hollandaise, elle est l'auteur de plusieurs articles et ouvrages. 
Elle est l'épouse de Gaston Brière, conservateur du château de Versailles. En 1970, elle a légué aux Musées nationaux pour en faire une maison de retraite, la propriété que le couple possédait à Fontenay-en-Parisis. Ce domaine fonctionne toujours et est désormais sous gestion de la MGEN. À la Bibliothèque d'art et d'archéologie, via une donation faite à l'Université de Paris, elle a légué un immeuble de rapport, dont les revenus sont employés à l'accroissement des collections patrimoniales (archives, autographes d'artistes, estampes, livres anciens, manuscrits, photographies) de la bibliothèque où elle a fait toute sa carrière.
Ses archives sont déposées à la Bibliothèque de l'Institut national d'histoire de l'art, ancienne Bibliothèque d'art et d'archéologie.

## Principales publications
- « L'exposition hollandaise des Tuileries », Gazette des Beaux-Arts, 1920
- « Un Pieter de Hooch inconnu au Musée de Lisbonne », Gazette des Beaux-Arts, 1921
- « Un petit maître hollandais : Emmanuel de Witte », Gazette des Beaux-Arts, 1923
- « Deux boîtes à perspective hollandaises du 17e siècle », Gazette des Beaux-Arts, 1924
- La peinture au Musée du Louvre : École hollandaise, Paris : L'Illustration, 1925, 3e éd. 1943.
- La peinture hollandaise, Paris : G. Van Oest, 1927
- Histoire de la collection des peintures septentrionales au Musée du Louvre, Paris, 1927.
- « Tableaux inédits ou peu connus de Pieter de Hooch », Gazette des Beaux-Arts, 1927
- « La donation de Croÿ au Musée du Louvre », Gazette des Beaux-Arts, 1933
- « Un intimiste hollandais : Jacob Vrel », Revue de l'Art, 1935
- « Un émule de Vermeer et de Pieter de Hooch : Cornélis de Man », Oud-Holland, 1935
- « Un portrait retrouvé de Constantin Huygens », Oud-Holland, 1936

## Distinctions
- Officier d'académie
- Officier de l'Instruction publique
- Chevalier de la Légion d'honneur[7]